# 昆明南火车站 (地铁)
昆明南火车站地铁站是一个位于中华人民共和国云南省昆明市呈贡区吴家营街道昆明南站地下，属于昆明地铁1号线支线与昆明地铁4号线的地铁换乘站。该站于2016年12月26日随1号线支线开通载客试运营而启用。

## 车站楼层

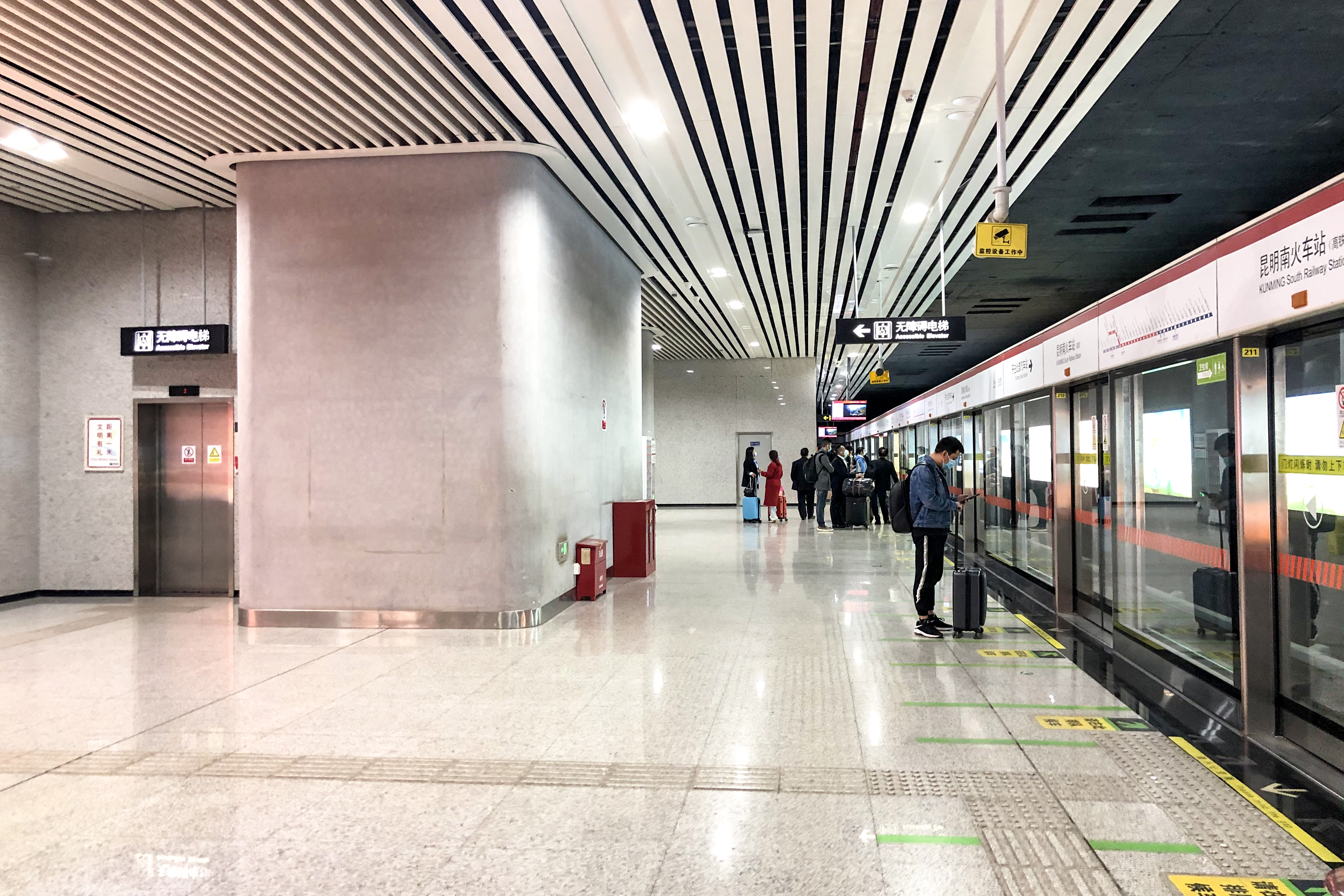
1号线起点站台
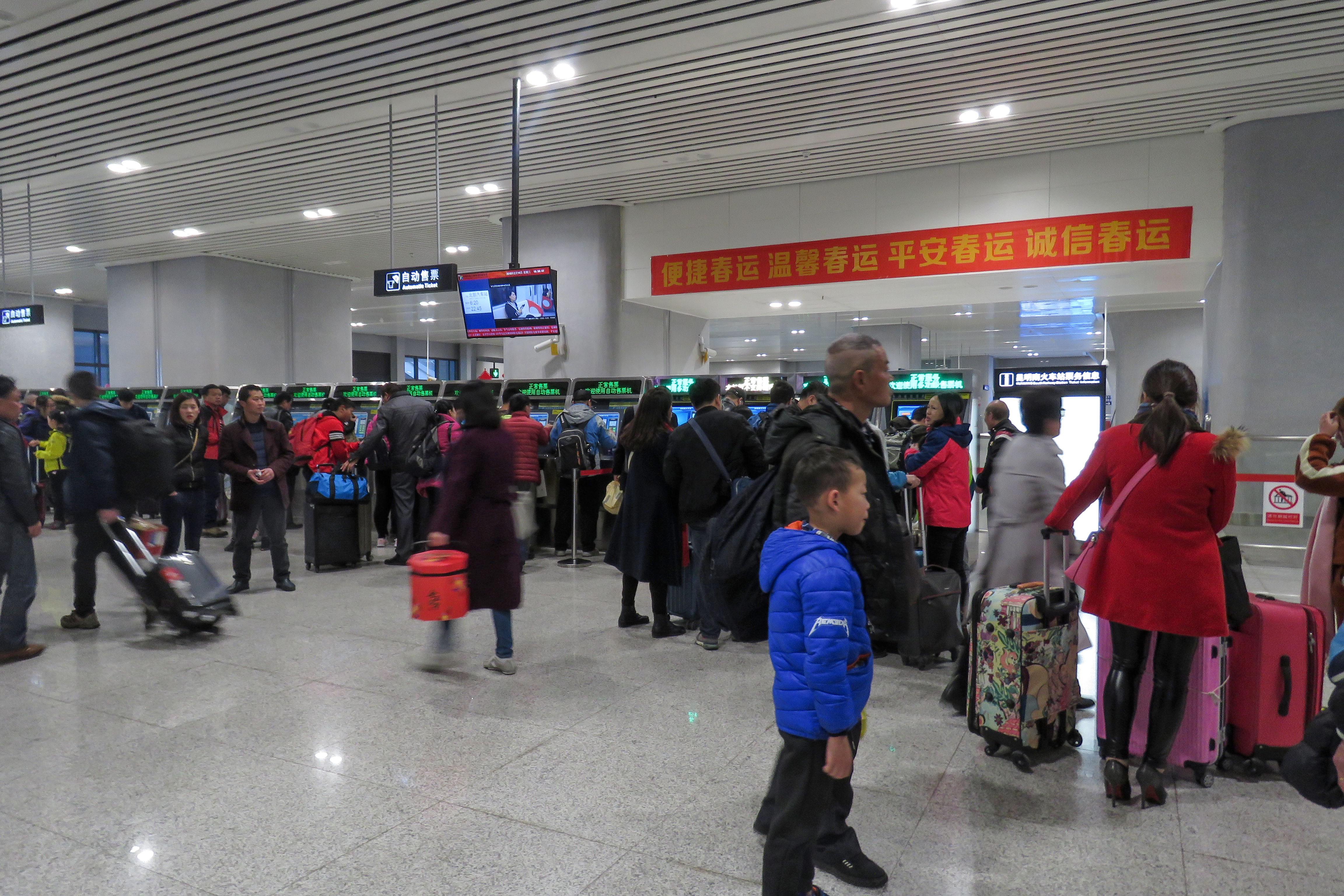
站厅

| -1层 站厅区 | 站厅                          | 出入口、票务服务、自动售票机、一卡通充值、安检、进出站闸机 |
| -2层 站台区 | 側式站台，右侧開门            | 側式站台，右侧開门                                         |
| -2层 站台区 | █ 1号线往北部汽车站（白龙潭） |                                                            |
| -2层 站台区 | █ 1号线落客月台               |                                                            |
| -2层 站台区 | 岛式站台，右侧開门            |                                                            |
| -2层 站台区 | █ 4号线往金川路（吴家营）     |                                                            |
| -2层 站台区 | █ 4号线落客月台               |                                                            |
| -2层 站台区 | 側式站台，右侧開门            |                                                            |

- 1号线起点站台
- 站厅

## 出口
该站设有一共有2个出口，均可直接通向昆明南站站厅。
|      |                                      |                  |      |
|      |                                      |                  |      |
| 编号 | 地点                                 | 建议前往的目的地 | 照片 |
| 出口 | 高铁站西广场下沉广场（高铁站进站口） | 昆明南站         |      |
| 出口 | 高铁站到达出站口                     | 昆明南站         |      |

## 车站周边
- 昆明南站